# Gerdkuh
Gerdkuh fue un importante castillo del estado ismailí de los nizaríes, quienes lo tomaron en 1096, ubicado cerca de Damghan, en lo que hoy es Irán. El castillo estaba sobre una alta roca vertical y constaba de un triple anillo de fortificaciones que hacen su posición según parece impregnable. Los líderes locales a menudo enviaban sus familias a este castillo para refugiarlas. Los mongoles sitiaron Gerdkuh en 1253. La guarnición aguantó el asedio durante diecisiete años, y fue el último baluarte nizarí en Persia en rendirse. Los mongoles no destruyeron las fortificaciones, y fue utilizado hasta el periodo safávida.

## Denominaciones
La palabra Girdkūh (en persa: گردکوه‎) es un compuesto de gird (گرد), "circular" (redondo) y kūh (کوه), "montaña". Fue nombrado como tal debido a la forma circular de la cumbre de la montaña. 
En la obra china Historia de Yuan, Gerdkuh es registrado en múltiples ocasiones, como Yü-r-gu, K‘i-du-bu, K‘i-du-bu-gu, y Gir-r-du-k‘ie, situada sobre el monte Yen-han, al oeste de Tan-han (Damghan).
La fortaleza es nombrada como Tigado por Haitón de Córico, y es también llamada دژ گنبدان Dezh-e Gonbadān (literalmente, "fortaleza de los domos"). Este último nombre es aparentemente reflejado en fuentes occidentales como Derikunbed, literalmente "la galería arqueada" o "la puerta abovedada".

## Descripción
El castillo estaba rodeado por un anillo triple de fuertes que hacían su posición aparentemente inexpugnable. 
La roca de Girdkuh se eleva por aproximadamente 700 pies por encima de su entorno inmediato, pero es achicada por las montañas al norte.
La Historia de Yuan destaca lo escarpado de la roca y la altura de la fortaleza, destacando que ninguna flecha o piedra arrojada podía alcanzarla.

## Historia
La fortaleza probablemente data del periodo preislámico. Gerdkuh estaba situado en el camino de Jorasán y resguardaba las rutas hacia los montes Elburz. Fue refortificada y transferida como posesión de los nizaríes en 1100 por el Rais Mu'ayyad al-Din Muzaffar ibn Ahmad Mustawfi (رئیس مؤید الدین مظفر بن احمد مستوفی), un ismailí lugarteniente del emir seléucida Amirdad Habashi (امیرداد حبشی), quien a su vez había adquirido Gerdkuh en 1096 de manos del sultán Barkiyaruq. Ahora bajo Hassan-i Sabbah, Muzaffar continuó como el comandante del baluarte hasta que fue sucedido por su hijo Sharaf al-Din Muhammad.
Se dice que Muzaffar cavó un pozo extremadamente profundo bien en el fuerte, pero no logró encontrar agua. Años más tarde, el agua comenzó a emerger después de un terremoto.

### El asedio mongol

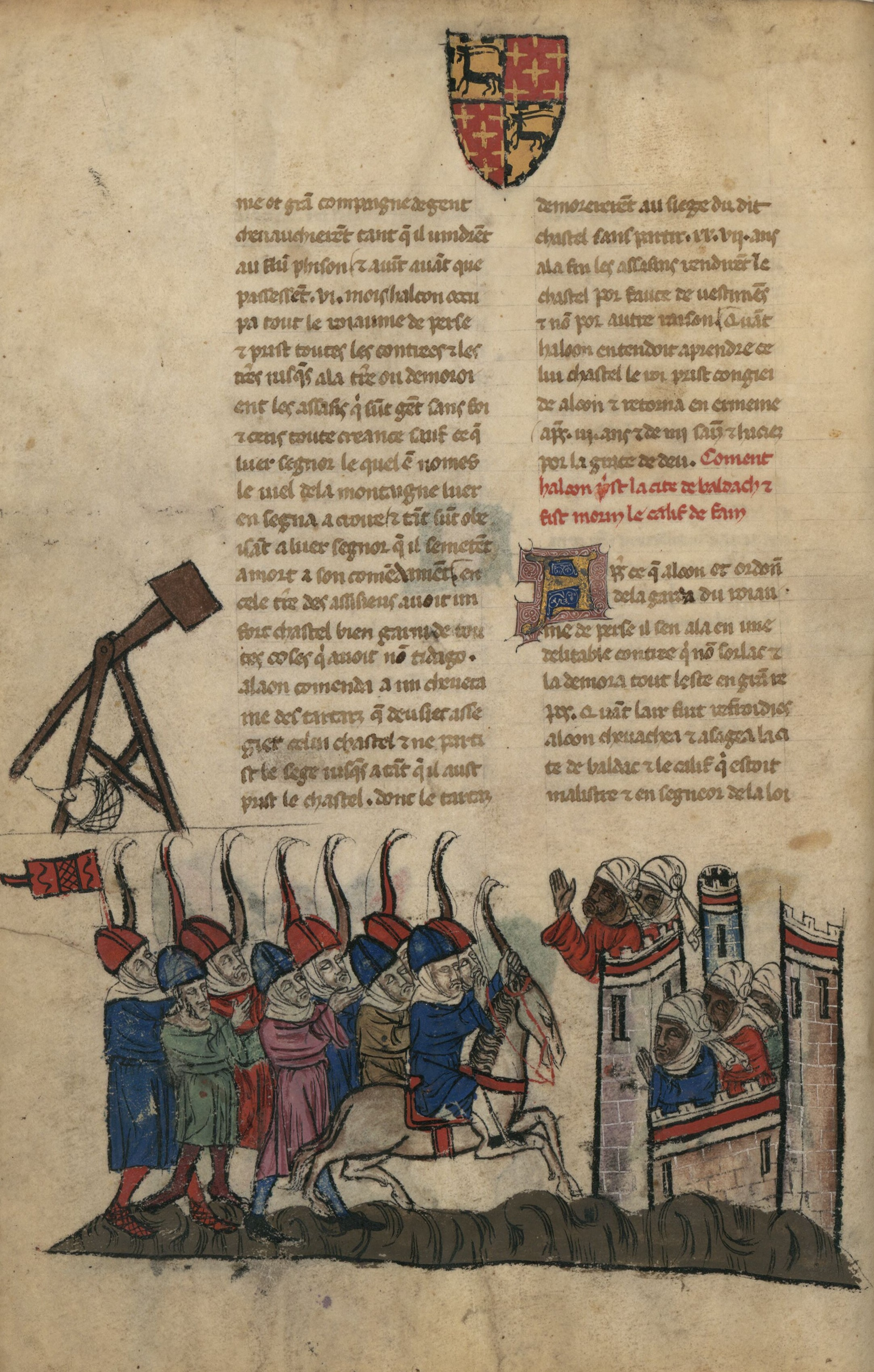
Asedio mongol de Gerdkuh. Haitón de Córico, Fleur des histoires d'orient.

En marzo de 1253, Kitbuqa, comandante de Hülegü, quien comandaba la guardia de avance, cruzó el Oxus (Amu Darya) con 12.000 hombres (un tümen y dos mingghans bajo Köke Ilgei). En abril de 1253, capturó varias fortalezas nizaríes en Kuhistán y mató a sus habitantes, y en mayo atacó Qumis y sitió Gerdkuh con 5.000 hombres y construyó muros y obras de asedio alrededor suyo. Kitbuqa dejó un ejército bajo el mando del amir Büri para asediar Gerdkuh.
En diciembre de 1253, la guarnición de Girdkuh se congregó por la noche y asesinó al menos a un centenar de mongoles, incluyendo a Büri. En el verano de 1254, un brote de cólera en Gerdkuh debilitó la resistencia de la guarnición. Aun así, a diferencia del castillo de Lambasar, Gerdkuh sobrevivió a la epidemia y fue salvado por la llegada de refuerzos de Ala al-Din Muhammad desde Alamut.
Mientras el ejército principal de Hülegü avanzaba en Irán, Khurshah ordenó a Gerdkuh y las fortalezas de Kuhistán que se rindieran. El jefe nizarí en Gerdkuh, Qadi Tajuddin Mardanshah, se rindió, pero la guarnición continuó resistiéndose. En 1256, los fuertes de Maymun-Diz y Alamut se ridnieron y fueron destruidos por los mongoles, lo que resultó en el desmantelamiento oficial del estado nizarí ismailí. Khurshah estaba bajo la custodia de los mongoles. Cuando su posición se volvió intolerable, le pidió a Hülegü que se le permitiera ir a encontrarse con Möngke en Mongolia para persuadir a las restantes fortalezas ismaelitas que se rindieran. Möngke lo reprendió por no haber entregado a Lambsar y Gerdkuh, y ordenó una matanza general de todos los ismailíes nizaríes, incluyendo a Khurshah.
Los mongoles habían construido estructuras permanentes y casas alrededor de Gerdkuh, cuyas ruinas, junto con dos tipos de piedras utilizadas por mangoneles nizaríes y mongoles, aún permanecen en la actualidad. El 15 de diciembre de 1270, durante el reinado de Abaqa, la guarnición de Gerdkuh se rindió por falta de suministros. Fueron trece años después de la caída de Alamut, y diecisiete años después de su primer asedio por Kitbuqa. Los mongoles mataron a la guarnición sobreviviente pero no destruyeron la fortaleza..

### Tras la incorporación mongola
Gerdkuh reaparece sólo una vez en los registros históricos en 1384, cuando fue brevemente capturado por el gobernador rebelde Amir Vali de Astarabad. Probablemente fue completamente abandonado a inicios del periodo safávida.
No se ha realizado ninguna inspección arqueológica de las ruinas de Gerdkuh.